# Connarus rigidus
Connarus rigidus är en tvåhjärtbladig växtart som beskrevs av E. Forero. Connarus rigidus ingår i släktet Connarus och familjen Connaraceae. Inga underarter finns listade i Catalogue of Life.